# Yamato-Zeit

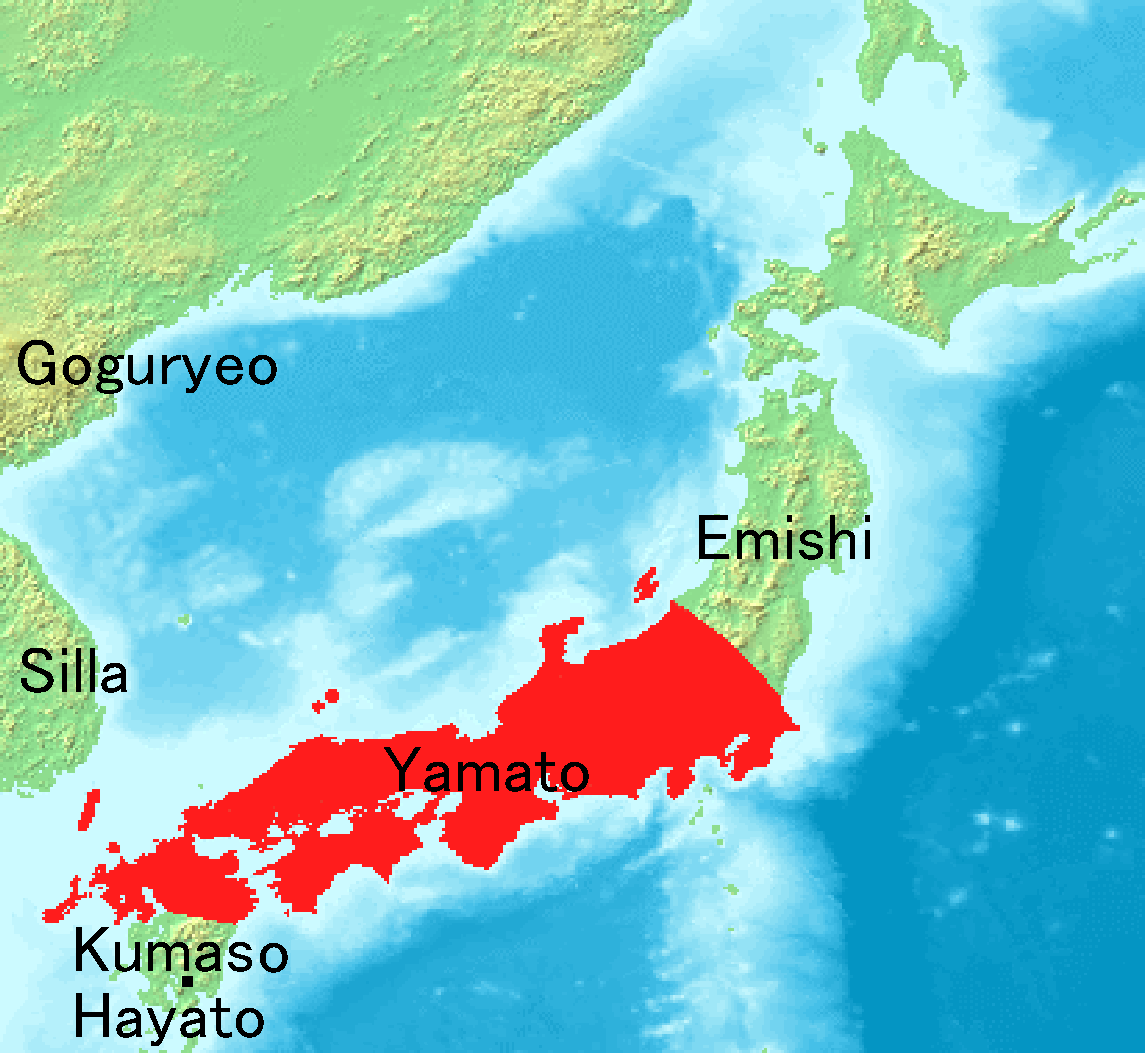
Yamato im 7. Jahrhundert

Die Yamato-Zeit (jap. 大和時代, Yamato-jidai) ist ein Zeitabschnitt in der japanischen Geschichte, in der der japanische Kaiserhof von der Provinz Yamato aus regierte. 
Obwohl diese Periode üblicherweise von 250 bis 710 angesetzt wird, ist der tatsächliche Beginn der Herrschaft von Yamato umstritten. Die Vorherrschaft des Yamato-Hofes wurde bis zu einem nicht näher bekannten Zeitpunkt der Kofun-Zeit von anderen politischen Gruppierungen aus verschiedenen Teilen Japans zu einem bestimmten Grad in Frage gestellt. Zumindest ist gewiss, dass die Clans aus Yamato im 6. Jahrhundert einen bedeutenden Vorteil vor ihren Nachbarn hatten.
Die Periode wird durch die Errichtung der Hauptstadt Asuka-kyō in der heutigen Präfektur Nara in zwei Unterabschnitte geteilt:
- Kofun-Zeit von ca. 250–538,
- Asuka-Zeit 538–710

Da aber die Kofun-Zeit als archäologische Periode (sie orientiert sich am Auftreten spezieller Hügelgräber (Kofun)), die Asuka-Zeit hingegen als historischer Zeitabschnitt gilt, herrscht bei vielen Forscherinnen und Forschern die Ansicht, dass diese Zweiteilung veraltet sei. Zumindest in Japan ist das Konzept der Zweiteilung in Kofun- und Asuka-Zeit heute nicht sehr populär.